# Гришківці
Гри́шківці — селище в Україні, адміністративний центр Гришковецької територіальної громади Бердичівського району Житомирської області. Чисельність населення становить 4 627 осіб (2001). У 1923—2018 роках — адміністративний центр колишніх однойменних сільської та селищної рад. До 1938 року — село, у 1938—2024 роках — селище міського типу.

## Загальна інформація
Розміщується за 39 км від обласного центру м. Житомир, за 8 км від залізничної станції Бердичів та за 3 км від залізничної станції Бердичів-Житомирський. Прилягає до північної околиці районного центру м. Бердичів. Площа — 5,9 км².

## Населення
В середині 19 століття в поселенні проживало 337 осіб обох статей, з них 311 православних та 26 римокатолики, наприкінці 19 століття — 810 мешканців, з них 390 чоловіків та 420 жінок, дворів — 70, або 1 113 осіб та 156 дворів.
Відповідно до результатів перепису населення Російської імперії 1897 року, загальна кількість мешканців становила 915 осіб, з них: православних — 580, римокатоликів — 303, чоловіків — 457, жінок — 458.
Відповідно до перепису населення СРСР 17 грудня 1926 року, чисельність населення становила 1 792 особи, з них 861 чоловік та 931 жінка; за національністю: українців — 953, росіян — 20, євреїв — 2, поляків — 808, інших — 9. Кількість господарств — 400, з них несільського типу — 154.
На початок 1970-х років в селі було 1 292 двори із населенням 4 600 осіб.
Відповідно до результатів перепису населення СРСР, кількість населення станом на 12 січня 1989 року становила 4 632 особи. Станом на 5 грудня 2001 року, відповідно до перепису населення України, кількість мешканців села становила 4 627 осіб.

### Мова
Розподіл населення за рідною мовою за даними перепису 2001 року:
| Мова            | Кількість | Відсоток |
| --------------- | --------- | -------- |
| українська      | 4493      | 97.10 %  |
| російська       | 122       | 2.64 %   |
| вірменська      | 4         | 0.09 %   |
| циганська       | 3         | 0.06 %   |
| білоруська      | 1         | 0.02 %   |
| інші/не вказали | 4         | 0.09 %   |
| Усього          | 4627      | 100 %    |

## Історія
На території Гришківців виявлено залишки поселення трипільської культури, доби бронзи та часів Київської Русі. Засноване в середині 14 століття. Вперше згадується джерелах від 1775 року як поселення, що належало церкві. Також згадується у люстрації Київського воєводства 1754 року як Ришківці, перебувало у посесії Вележинського, який вносив подимне від 30 дворів.
18 березня 1787 року у палаці князів Радзивіллів, який знаходився на перехресті сучасних вулиць Добровольчих батальйонів та Найдіна, вдруге побував польський король Станіслав II Август. До 1848 року належало до Радзивілів, потім Пашковських.
У другій половині 19 століття — сільце Бердичівського повіту Київської губернії. Лежало серед лісу по дорозі до Житомира, на безіменній річці, притоці Гнилоп'яті, за 3 версти від Бердичева та Скраглівки. Землі було 1 864 десятини, власність І. Пашковського, католицької віри. Належало до православної парафії у Скраглівці. Була приписна дерев'яна церква збудована у 1775 році, до 1859 року вважалася парафіяльною. При церкві 34 десятини землі, більша її частина привласнена поміщиком. У 1885 році через село збудовано дорогу Бердичів—Житомир.
Наприкінці 19 століття — село Бистрицької волості Бердичівського повіту Київської губернії. Лежало на річці Марута, притоці Гнилоп'яті. Відстань до повітового центру м. Бердичів, де знаходилися також найближчі поштово-телеграфна та поштова земська станції — 3 версти, до найближчої залізничної станції Бердичів — 4 версти. Основним заняттям мешканців було землеробство, окремі селяни також наймалися на залізницю або домашньою прислугою. Землі 977 десятин, з якої 569 десятин належало поміщикам, 50 десятин — церквам, 346 десятин — селянам. Крім того, 838 десятин навколишніх земель обробляло селянське товариство. Селом володіли поміщики А. Корнілов, Л. Рой та К. Буркевич, господарство вели самостійно. При обробітку землі поміщики та селяни застосовували трипільну сівозміну. В селі були православна церква, каплиця, церковно-парафіяльна школа, вітряк, дві цегельні, які належали поміщику Корнілову і виробляли щорічно 500 тис. цеглин; на кожному заводі працювало по 12 робітників. Пожежна команда складалася із 3 бочок та 3 багрів, утримувалася за кошти селянського товариства.
Згадується Євгеном Коновальцем як Ришківці під час Бердичівської операції корпусу Січових Стрільців навесні 1919 року.
У 1923 році включене до складу новоствореної Гришковецької сільської ради, яка 7 березня 1923 року увійшла до складу новоутвореного Бердичівського (згодом — Махнівський) району Бердичівської округи; адміністративний центр ради. 17 червня 1925 року, в складі сільської ради, передане до новоутвореного Бердичівського району. Відстань до районного центру м. Бердичів — 5 верст, до окружного центру в Бердичеві — 5 верст, до найближчої залізничної станції Бердичів — 6 верст. 15 вересня 1930 року, в складі сільської ради, передане до Бердичівської міської ради Української СРР. 10 грудня 1938 року, відповідно до постанови Житомирського обласного організаційного комітету «Про реалізацію Указу Президії Верховної Ради УРСР…», віднесене до категорії селищ міського типу з утворенням селищної ради. 28 червня 1939 року, в складі сільської ради, передане до відновленого Бердичівського району Житомирської області.
На фронтах Другої світової війни воювало понад тисячу жителів селища, 472 з них нагороджені орденами й медалями, 3600 загинули. На їх честь у 1954 році встановлено 2 обеліски.
В радянські часи в селі розміщувалася центральна садиба колгоспу, який обробляв 1 227 га угідь, з них 959 га — рілля. Спеціалізація: вирощування овочів, м'ясо-молочне тваринництво. Працювали овочеконсервний завод, млин, дві пилорами. 36 мешканців нагороджено орденами й медалями СРСР, серед них доярку С. У. Хмельницьку — орденами Трудового Червоного Прапора та Леніна. Доярці М. С. Гуменюк присвоєно звання Героя Соціалістичної Праці. У селищі були дві восьмирічні школи, районний будинок культури, районна дитяча бібліотека, кінотеатр, медична амбулаторія, дитячий будинок, відділення зв'язку, їдальня, 5 магазинів, районний побуткомбінат.
На початку 21 століття у селищі працювали олійня, рибокоптильня, млин, підприємства з переробки деревини та виготовлення пневморесор; були гімназія, загальноосвітня школа, спеціальна школа-інтернат, молодіжний клуб, дитсадок, медична амбулаторія, 2 аптеки, 2 бібліотеки. Діяли церковні громади УПЦ МП та РКЦ.
17 травня 2018 року увійшло до складу новоутвореної Гришковецької територіальної громади Бердичівського району Житомирської області.
26 січня 2024 року, відповідно до Закону України «Про порядок вирішення окремих питань адміністративно-територіального устрою України» від 28 липня 2023 року, віднесене до категорії селищ.

## Відомі люди
- Ангеліна Яр (нар. 1963) — українська письменниця-анімалістка, еко-активістка.
- Гуменюк Марія Степанівна (1914—1995) — доярка, Герой Соціалістичої Праці.
- Житниченко Іван Васильович (1886—1938) — кавалер чотирьох Георгіївських хрестів.
- Чеверда Андрій Геннадійович (1995—2023) — український військовослужбовець, учасник російсько-української війни, Герой України (2024, посмертно).